# نبرد سانتاکروز د تنریف
نبرد سانتاکروز د تنریف (انگلیسی: Battle of Santa Cruz de Tenerife)  یک حمله آبی خاکی توسط نیروی دریایی پادشاهی بریتانیا بود که در ۱۷۹۷ در بندر سانتاکروز اسپانیا در جزایر قناری رخ داد و در آن دریابان هوریشیو نلسون در این نبرد شکست خورد  این درحالی بود که  در ۲۵ ژوئیه نیروهایش در صحنه بودند.
تحت یک آتش‌بس جنگ متوقف شد و  او  صدها تن از مردانش را از دست داد. نلسون از ناحیه بازو زخمی شد و بعداً مجبور به قطع دست گردید. این شکست یک بدنامی اجتماعی برای او بود که تا هنگام مرگ با او بود.

## پیشینه
در فوریه ۱۷۹۷ نیروهای بریتانیا در نبرد دماغه سنت وینسنت اسپانیا را شکست دادند و اما نتوانستند یک ضربه کامل به نیروی دریایی اسپانیا در این نبرد وارد کنند. دریابد جان یرویس بعد از این نبرد به لیسبون رفت.
بعد از نبردهای پیاپی از جمله با نیروی دریایی بریتانیا. هنگامی رسید که یک محاصره دریایی را به انگلیس برای جلوگیری از بارهای بازرگانی و رسیدن آن به بنادر اعمال کردند. این مقارن بود با سرکشی خدمه کشتی‌های انگلیسی که به دلیل طولانی بودن در آبهای دریا به سرکشی پرداختند. در این اثنی دریابد یرویس دو ناوچه را برای شناسایی فرستاد و آنها دو کشتی فرانسوی و انگلیسی را در یک حمله شبانه گرفتار کردند و با این موفقیت وی یک اسکادران را آماده حمله به نیروهای دریابان هوریشیو نلسون در یک عملیات آبی خاکی کرد.